# Vera Cruz (Rio Grande do Norte)
Vera Cruz é um município brasileiro do estado do Rio Grande do Norte localizado na Região Metropolitana de Natal. Sua área territorial é de 84,127 km² e sua população, conforme estimativas do IBGE de 2024, era de 11 044 habitantes.

## História
Era início do século XIX, e a localidade inicialmente chamada de Periperi, que ficava às margens do riacho Vera Cruz, teve como primeiro proprietário o fazendeiro Antônio de Vasconcelos. O seu sucessor, Alexandre Rodolfo de Vasconcelos construiu uma ampla casa e uma capela, atraindo muitos trabalhadores do campo para morarem no local.
Em 1855 a capela foi demolida e no local iniciou-se a construção da Igreja do Divino Espírito Santo, pelo capitão Teodósio Xavier de Paiva e a participação do padre Bernardino de Sena, que só após quarenta anos foi concluída pelo padre Antônio Xavier de Paiva.
A povoação se expandiu e destacou-se dentro dos limites do município de São José de Mipibu pelas atividades agrícolas e pastoris. Em 1874 recebeu o nome definitivo de Vera Cruz, nome do riacho que banha suas terras. Em 24 de novembro de 1953, o povoado foi elevado à categoria de vila. Dez anos depois, no dia 26 de março de 1963, através da Lei nº 2.850, Vera Cruz foi desmembrada de São José de Mipibu, tornando-se município do Rio Grande do Norte. 

## Geografia
Vera Cruz tem como limites Macaíba a norte; Lagoa Salgada e Monte Alegre a sul; São José de Mipibu a leste; Boa Saúde e Macaíba a oeste. A área territorial é de 84,127 km² (0,1593% do território estadual), dos quais 3,6085 km² constituem áreas urbanas (2019). Está a 50 km de Natal, capital estadual, e a 2 397 km de Brasília, a capital federal.
O relevo do município apresenta baixas altitudes e está inserido nos tabuleiros costeiros ou planaltos rebaixados, com geologia marcada pela presença de sedimentos e rochas do Grupo Barreiras, oriundos do período Terciário Superior. Os solos locais são de textura média e relativamente profundos, porém pouco férteis, variando entre solos podzólicos ou argissolos (imperfeita a moderadamente drenados) e os latossolos vermelho-amarelos (fortemente drenados), ambos pouco férteis, havendo também uma pequena área de solos aluviais a sudeste. Tais solos são cobertos por espécies do bioma da Caatinga, de pequeno porte.
Na hidrografia, quase três quartos (74,48%) do território municipal estão na bacia hidrográfica do rio Trairi, cujo rio principal atravessa o município; pouco mais de um quinto (20,6%) pertencem estão na bacia do Potenji e restante se situa nos domínios na bacia do Piranji. O clima, por sua vez, é semiárido, com chuvas concentradas entre março e julho.
| Dados climatológicos para Vera Cruz (2001-2020) | Dados climatológicos para Vera Cruz (2001-2020) | Dados climatológicos para Vera Cruz (2001-2020) | Dados climatológicos para Vera Cruz (2001-2020) | Dados climatológicos para Vera Cruz (2001-2020) | Dados climatológicos para Vera Cruz (2001-2020) | Dados climatológicos para Vera Cruz (2001-2020) | Dados climatológicos para Vera Cruz (2001-2020) | Dados climatológicos para Vera Cruz (2001-2020) | Dados climatológicos para Vera Cruz (2001-2020) | Dados climatológicos para Vera Cruz (2001-2020) | Dados climatológicos para Vera Cruz (2001-2020) | Dados climatológicos para Vera Cruz (2001-2020) | Dados climatológicos para Vera Cruz (2001-2020) |
| Mês                                             | Jan                                             | Fev                                             | Mar                                             | Abr                                             | Mai                                             | Jun                                             | Jul                                             | Ago                                             | Set                                             | Out                                             | Nov                                             | Dez                                             | Ano                                             |
| ----------------------------------------------- | ----------------------------------------------- | ----------------------------------------------- | ----------------------------------------------- | ----------------------------------------------- | ----------------------------------------------- | ----------------------------------------------- | ----------------------------------------------- | ----------------------------------------------- | ----------------------------------------------- | ----------------------------------------------- | ----------------------------------------------- | ----------------------------------------------- | ----------------------------------------------- |
| Precipitação (mm)                               | 57,8                                            | 81,8                                            | 123,6                                           | 146,6                                           | 109,3                                           | 189,4                                           | 110,3                                           | 68,2                                            | 29,8                                            | 4,6                                             | 13,7                                            | 11,7                                            | 946,8                                           |
| Fontes: EMPARN                                  |                                                 |                                                 |                                                 |                                                 |                                                 |                                                 |                                                 |                                                 |                                                 |                                                 |                                                 |                                                 |                                                 |